# فوات الوفيات
فوات الوفيات. هو كتاب موسوعي في التراجم، ألّفه المؤرخ والأديب محمد بن شاكر الكتبي (686 هـ - 764 هـ)، ويُعَدّ من أهم كتب التراجم التي أُلّفت في العصر المملوكي، حيث يتناول سير مجموعة كبيرة من العلماء والأدباء والشخصيات البارزة الذين تُوفوا بعد كتاب وفيات الأعيان لـابن خلكان، أو لم يذكرهم فيه. يتميز الكتاب بالدقة في توثيق الأسماء، والاهتمام بالأنساب، والتنوع في المجالات التي اشتغل بها المترجمون.

## محتوى الكتاب
يضم الكتاب تراجم لما يزيد على 1200 شخصية، رتّبها المؤلف على حروف المعجم حسب الاسم الأول، ثم اللقب أو الكنية، وهو الأسلوب نفسه الذي استخدمه ابن خلكان. ويُعدّ الكتاب مكمّلاً ومتممًا لكتاب وفيات الأعيان، إذ إن الكتبي ذكر في مقدمة كتابه أنه أراد استدراك ما فات ابن خلكان، أو من جاء بعده من الأعلام.
يغلب على التراجم الطابع الأدبي، مع التركيز على أعمال الشخصية، وأصولها، ومكانتها الاجتماعية أو الدينية، مع ذكر وفاتها بدقة.

## أهمية الكتاب
يحظى كتاب فوات الوفيات بمكانة كبيرة في المكتبة الإسلامية والعربية، نظرًا لاعتماده على مصادر تاريخية متعددة، كما أنه يمثل مرجعًا مهمًا للباحثين في مجالات الأدب والتاريخ الإسلامي وعلم التراجم. ويُعد من المصادر التي حفظت لنا سير عدد من الشخصيات التي لم ترد في الكتب السابقة عليه.

## منهج المؤلف
اتبع الكتبي منهجًا موسوعيًا في التأليف، حيث حرص على:
- ترتيب التراجم هجائيًا.
- ذكر الاسم الكامل واللقب والنسب.
- تحديد تاريخ الوفاة بدقة.
- نقل الأشعار أو الآثار إن وُجدت.
- توثيق المصادر التي استند إليها.

## طبعات الكتاب
طُبع فوات الوفيات عدة مرات، ومن أشهر طبعاته:
طبعة ليدن، بتحقيق المستشرق دي خويه (De Goeje)، وهي طبعة قديمة صدرت ضمن سلسلة المستشرقين. طبعة دار صادر في بيروت، بتحقيق الدكتور إحسان عباس سنة 1973م، وتُعتبر أدق الطبعات المتاحة حاليًا.

## المؤلف
محمد بن شاكر الكتبي، مؤرخ وأديب من دمشق، وُلد عام 686 هـ وتوفي عام 764 هـ. اشتُهر بموسوعيته وسعة اطلاعه، وله مؤلفات أخرى، من أبرزها:
- عيون التواريخ – موسوعة تاريخية ضخمة عن المماليك.
- عجائب المقدور في أخبار تيمور – يتناول فيه أخبار تيمورلنك.